# Grzegorz Pisalski
Grzegorz Ottokar Pisalski (* 10. März 1970 in Chojnice) ist ein polnischer Politiker, Unternehmer und seit 2007 Abgeordneter des Sejm in der VI. Wahlperiode.
Er ist von Beruf Unternehmer und sitzt seit 2002 im Stadtrat von Sosnowiec, seit 2006 als Stellvertretender Vorsitzender dieses Gremiums. Er gehörte ursprünglich dem Sojusz Lewicy Demokratycznej (Bund der Demokratischen Linken – SLD) an und trat später der Partei Socjaldemokracja Polska (Sozialdemokratie Polens – SdPl) bei.
Bei den Parlamentswahlen 2007 wurde er für den Wahlkreis Sosnowiec mit 7.342 Stimmen über die Liste der Lewica i Demokraci (Linke und Demokraten – LiD) in den Sejm gewählt. Er ist Mitglied der Sejm-Kommissionen für Sport sowie Infrastruktur.
Seit dem 22. April 2008 ist er Mitglied der neu gegründeten Fraktion SdPl Nowa-Lewica.